# Спарток II
Спарток II — цар Боспорського царства (349—344 рр. до н. е.), Син Левкона I з династії Спартокідів. Після смерті батька Спарток II став правити Боспорським царством, а його брат Перісад в Феодосії. Після його смерті влада перейшла до його брата Перісада.